# Dociostaurus histrio
Dociostaurus histrio är en insektsart som först beskrevs av Fischer von Waldheim 1846.  Dociostaurus histrio ingår i släktet Dociostaurus och familjen gräshoppor. Inga underarter finns listade i Catalogue of Life.